# Henryk Sienkiewicz (1931–2012)
Henryk Adam Sienkiewicz (ur. 17 listopada 1931 w Lublinie, zm. 29 grudnia 2012 w Katowicach) – polski polityk, inżynier górnik, doktor nauk technicznych, poseł na Sejm X kadencji (1989–1991).

## Życiorys
Syn Franciszka i Anieli. Ukończył studia na Wydziale Górniczym Politechniki Śląskiej. W 1973 uzyskał stopień naukowy doktora nauk technicznych. Od 1960 do 1974 był zatrudniony w Przedsiębiorstwie Budownictwa Kopalni Rud Miedzi w Lubinie. Później do czasu przejścia na emeryturę w 1986 pracował w Głównym Biurze Studiów i Projektów Górnictwa w Katowicach.
Od 1952 zajmował się lotnictwem sportowym, był pilotem szybowcowym i samolotowym I klasy, a także instruktorem i członkiem aeroklubów. Jako nawigator był medalistą mistrzostw Polski. Od 1990 do 1993 był prezesem Aeroklubu Polskiego, do 1995 zasiadał też we władzach Międzynarodowej Federacji Lotniczej.
W 1980 wstąpił do Niezależnego Samorządnego Związku Zawodowego „Solidarność”, w 1981 przez kilka miesięcy był przewodniczącym Krajowej Komisji Koordynacyjnej Górnictwa związku. W 1989 z ramienia Komitetu Obywatelskiego uzyskał mandat posła na Sejm kontraktowy z okręgu wodzisławskiego. W drugiej połowie lat 90. działał w Krajowej Partii Emerytów i Rencistów, potem wycofał się z działalności politycznej. W 2002 wystąpił z NSZZ „S”.
Pochowany na centralnym cmentarzu komunalnym w Katowicach.

## Odznaczenia
- Krzyż Komandorski Orderu Odrodzenia Polski (2004)[4]
- Krzyż Kawalerski Orderu Odrodzenia Polski (1984)
- Złoty Krzyż Zasługi (1972)[5]